# Vincenzo Soffientini
Vincenzo Soffientini (23 dicembre 1895 – ...) è stato un calciatore italiano, di ruolo portiere.

## Carriera
Con l'US Milanese disputa 16 gare nel campionato di Prima Divisione 1922-1923.
In seguito milita nel Novara e poi ancora nell'US Milanese